# Dominique Dunne
Dominique Ellen Dunne (* 23. November 1959 in Santa Monica, Kalifornien; † 4. November 1982 in Los Angeles, Kalifornien) war eine US-amerikanische Filmschauspielerin, die in zahlreichen Serien mitwirkte. Ihren berühmtesten Filmauftritt hatte sie in Poltergeist, was zugleich ihr letzter Film war. Im Alter von 22 Jahren wurde sie von ihrem ehemaligen Lebensgefährten getötet.

## Leben

Dominique Dunne

Dominique Dunne wuchs in privilegierten Verhältnissen in Santa Monica auf. Sie war das dritte von fünf Kindern des Filmproduzenten und späteren Autors und Journalisten Dominick Dunne (1925–2009) und der Schauspielerin Ellen Beatriz Griffin (1932–1997). Nach ihrer Geburt bekam das Paar zwei weitere Töchter, die jedoch bereits im Kindesalter an einer Lungenkrankheit starben, so dass sie die einzige überlebende Tochter war.
Einer ihrer älteren Brüder ist der Schauspieler und Regisseur Griffin Dunne. Ihr Onkel war der Autor John Gregory Dunne und Maria Cooper, die Tochter von Gary Cooper, war ihre Patentante.
Nach der Scheidung ihrer Eltern zog sie nach New York City, später nach Beverly Hills. Nach der Highschool verbrachte sie ein Jahr in Florenz und studierte anschließend Schauspiel an der Colorado State University. Nach einem Jahr verließ sie die Universität, um ihre Karriere voranzutreiben und wirkte in verschiedenen Fernsehproduktionen mit. 1982 machte sie mit ihrer Darstellung von Dana Freeling, der älteren Schwester von Carol-Anne in Tobe Hoopers Horrorfilm Poltergeist als Schauspielerin auf sich aufmerksam.
Im Herbst 1981 begegnete sie in Los Angeles ihrem späteren Freund John Thomas Sweeney. Der damals 26-Jährige war Chefkoch des eleganten Restaurants Ma Maison. Ihre Liebesbeziehung galt von Anfang an als heikel. Nachdem das Paar zusammengezogen war, wurde Dunne wiederholt von ihrem Freund geschlagen und misshandelt. Anschließend brachte er ihr Blumen und überzeugte sie, es habe sich lediglich um einen Ausrutscher gehandelt.
Ihr Bruder Alex berichtete, Sweeney habe auch auf Fans, die Dunne aus dem Poltergeist-Trailer wiedererkannten, unwirsch reagiert und sei bei einigen seiner Eifersuchtsanfällen auch Unbekannten gegenüber handgreiflich geworden.
Mehrfach versuchte Dunne, die Beziehung zu beenden und sorgte schließlich dafür, dass Sweeney bei ihr auszog. Ihrem Vater gegenüber begründete sie diesen Schritt mit der Aussage, er sei nicht verliebt in sie, sondern besessen von ihr und er mache sie verrückt. (Originalzitat: “He’s not in love with me, Dad. He’s obsessed with me. It’s driving me crazy.”) Ihrer Mutter gegenüber hatte die junge Frau darüber hinaus eingeräumt, dass Sweeney Möbel und Geschirr zertrümmert und sie geschlagen habe. Fünf Wochen bevor er sie schließlich tötete, würgte der ehemalige Liebhaber die junge Schauspielerin bereits so stark, dass sichtbare Abdrücke an ihrem Hals erkennbar waren. Für ihre Rolle als Opfer häuslicher Gewalt kam sie bei der Serie Polizeirevier Hill Street daher ohne Makeup aus.

## Ermordung
Der Verlassene wollte die Entscheidung seiner Ex-Freundin jedoch nicht hinnehmen, sondern wollte Dunne nur wenige Wochen nach seinem Auszug überzeugen, ihn wieder bei sich einziehen zu lassen. Ihr Schauspielkollege David Packer, mit dem sie sich auf ihren gemeinsamen Auftritt in der TV-Serie V – Die außerirdischen Besucher kommen vorbereitet hatte, war am 30. Oktober 1982 bei ihr. Sweeney bat Dunne, kurz mit ihm vor die Tür zu gehen. Dort kam es zu einer handgreiflichen Auseinandersetzung und er strangulierte die junge Frau, bis sie das Bewusstsein verlor und ins Koma fiel. Als die von Packer benachrichtigte Polizei eintraf, konnte ihr bereits keiner mehr helfen. Nach ihrer Einlieferung in das Cedars-Sinai Medical Center wurde Dunne zunächst künstlich am Leben erhalten. Fünf Tage später stimmten ihre Eltern der Einstellung der lebenserhaltenden Maßnahmen zu, nachdem bei ihrer Tochter der Hirntod festgestellt worden war. Ihre Organe spendete die Familie dem Krankenhaus. Dominique Dunne starb im Alter von 22 Jahren.

## Nachspiel

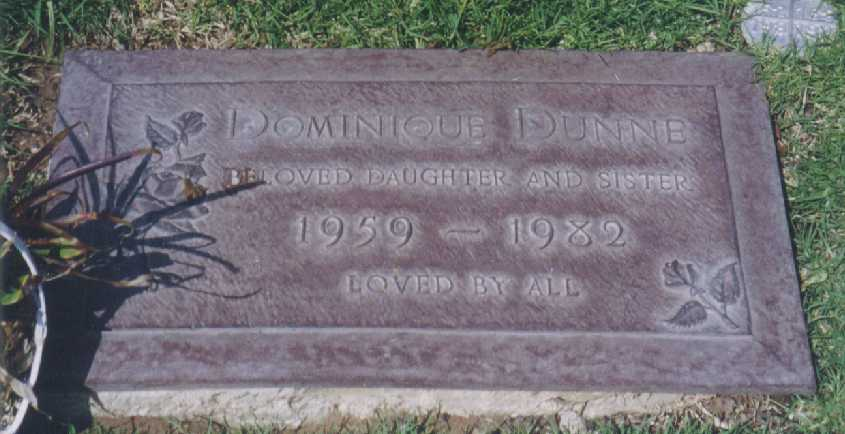
Dunnes Grab

Zwei Tage nach ihrem Tod wurde Dominique Dunne im Westwood Village Memorial Park Cemetery in Los Angeles bestattet.
Die Mini-Serie V – Die außerirdischen Besucher kommen, in der Dunne die Rolle der Robin Maxwell übernehmen sollte, wurde ihr gewidmet. Ihre Rolle wurde von Blair Tefkin übernommen.
Sweeney wurde zu einer Haftstrafe von sechseinhalb Jahren verurteilt, obwohl er bereits in einer vorausgegangenen Beziehung durch häusliche Gewalt aufgefallen war. Dunnes Familie zeigte sich enttäuscht hinsichtlich des Urteils. Nach nur drei Jahren und knapp acht Monaten entließ man ihn vorzeitig und er wurde Küchenchef eines Restaurants in Santa Monica.
Dominiques Mutter Ellen Dunne gründete nach dem Tod ihrer Tochter Justice for Homicide Victims, eine Gruppe für Angehörige von Mordopfern.

## Filmografie
- 1979: Autostop – Einbahnstraße in den Tod (Diary of a Teenage Hitchhiker, Fernsehfilm)
- 1979/1980: Lou Grant (Fernsehserie, 2 Folgen)
- 1980: Eine amerikanische Familie (Family, Fernsehserie, Folge 5x04)
- 1980: Valentine Magic on Love Island (Fernsehfilm)
- 1980–1981: Breaking Away (Fernsehserie, 4 Folgen)
- 1981: CBS Children’s Mystery Theatre (Fernsehserie, Folge 2x01 The Haunting of Harrington House)
- 1981: Unit 4 (Fernsehfilm)
- 1981: Am Ende des Weges (The Day the Loving Stopped, Fernsehfilm)
- 1982: Hart aber herzlich (Hart to Hart, Fernsehserie, Folge 3x20 Feuriges Wochenende)
- 1982: Fame – Der Weg zum Ruhm (Fame, Fernsehserie, Folge 1x08)
- 1982: Poltergeist
- 1982: Die Schattenreiter (The Shadow Riders, Fernsehfilm)
- 1982: CHiPs (Fernsehserie, Folge 6x01 Der Wikinger)
- 1982: Die Aufgabe: Thronfolger gesucht (The Quest, Fernsehserie, Folge 1x03)
- 1982: Polizeirevier Hill Street (Hill Street Blues, Fernsehserie, Folge 3x08)
- 1983: V – Die außerirdischen Besucher kommen (V, Miniserie, Folge 1x01)